# Evangelische Kirche (Weyer)

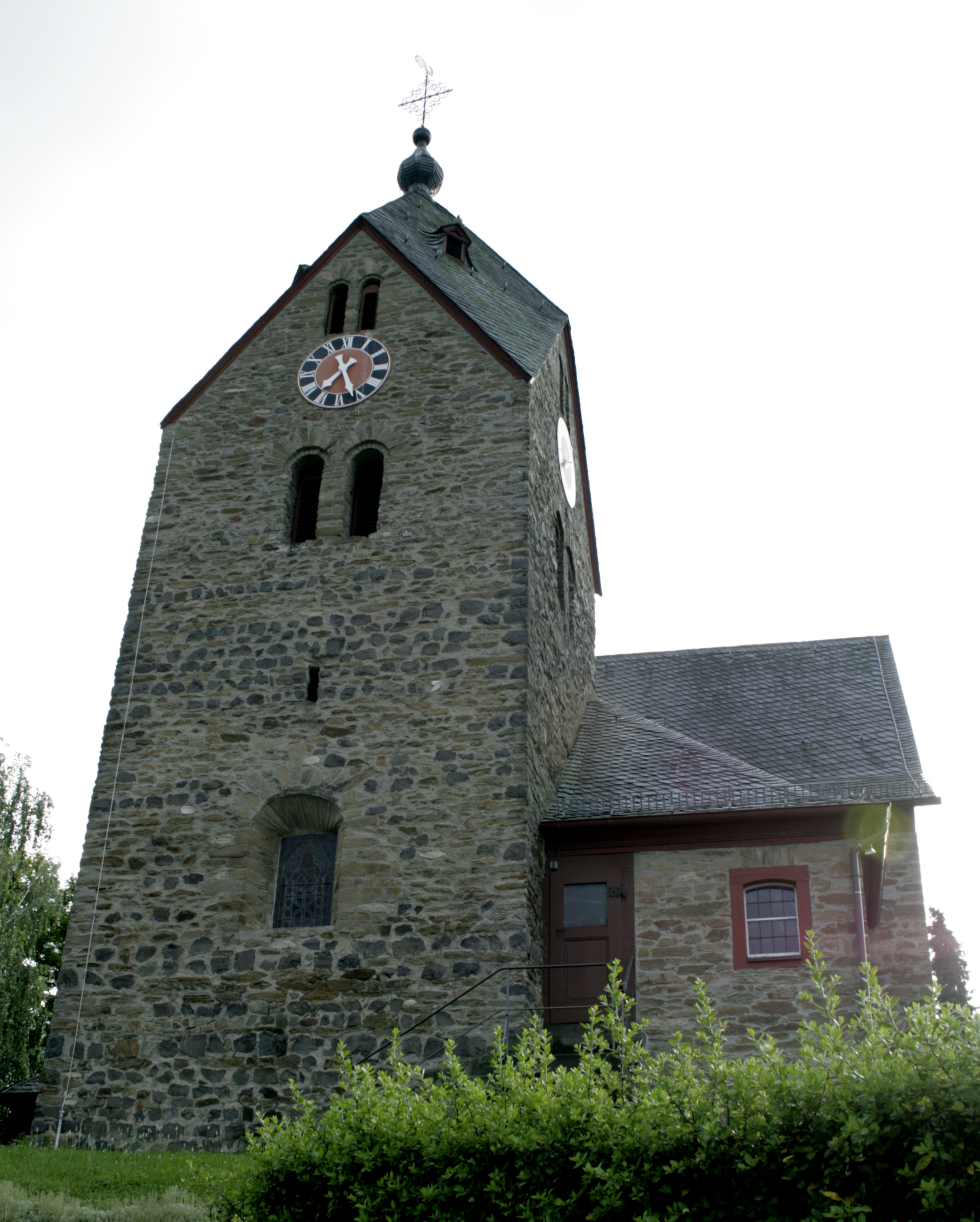
Evangelische Kirche in Weyer

Die Evangelische Kirche Weyer ist ein denkmalgeschütztes Kirchengebäude, das in Weyer steht, einem Ortsteil von Villmar im Landkreis Limburg-Weilburg in Hessen. Die Kirchengemeinde gehört zum Kirchspiel Münster-Weyer im Dekanat an der Lahn in der Propstei Nord-Nassau der Evangelischen Kirche in Hessen und Nassau.

## Beschreibung
Der romanische Chorturm im Osten ist mit einem Rhombendach mit Dachgauben bedeckt. Das Kirchenschiff wurde 1910 nach einem Entwurf von Ludwig Hofmann durch den Anbau zweier benachbarter Querarme nach Norden und einen Querarm nach Süden vergrößert. Außerdem wurde auf der Nordseite des Chorturms eine Sakristei angebaut.